# بيل هاريس (سياسي)
بيل هاريس (بالإنجليزية: Bill Harris)‏ هو سياسي أمريكي، ولد في 1 سبتمبر 1934 في الولايات المتحدة، وتوفي في 27 نوفمبر 2017 في آشلاند في الولايات المتحدة. حزبياً، نشط في الحزب الجمهوري. وقد انتخب عضو مجلس نواب أوهايو.